# 拆除
拆除，又稱解體、拆毀，將建築物或其他設施進行分解的過程。它跟拆卸不同，在建築上，拆卸通常是將建築物或裝置仔細的進行分解，目的是保留其中原件的價值，希望將來的重新利用。但是拆除只是快速將原有建物加以破壞，以方便開發。
因現代的鋼筋水泥的建築物有一定的強度，再加上建物大多都有一定的規模，因此拆除費以及事後的清理費用是一筆可觀的數目，因此很多廢棄大樓的擁有者寧願降價出售也不願意拆除。